# Famille Castonguay
Pour les articles homonymes, voir Castonguay.
 (août 2009).
Si vous disposez d'ouvrages ou d'articles de référence ou si vous connaissez des sites web de qualité traitant du thème abordé ici, merci de compléter l'article en donnant les références utiles à sa vérifiabilité et en les liant à la section « Notes et références ».
La famille Castonguay est un groupe de musique country et western québécois formé dans la région de Rivière-du-Loup par Édouard Castonguay, son épouse Anita Castonguay et leurs deux fils, Martin et David Castonguay.

## Biographie
Le groupe sortit son seul album de musique en 1988 intitulé « Voici Noël », sous la maison de disques Anita. En 1991, le groupe fut invité à participer à la 2e édition du Festival country de la Fondation Roger Talbot Inc. situé à Roxton Pond.